# Albrecht Giersch
Albrecht Giersch (Pseudonym Bruno Lossa; * 1880 in Langendreer; † 1946 in Lüdenscheid) war ein deutscher Schriftsteller. 

## Leben
Er lebte lange Zeit in Eilenburg (Sachsen), wohin er 1925/26 als Redakteur kam. Seine Stadtchronik findet heute noch Anerkennung. Mit Bildern von Horst Schönfelder illustriert veröffentlichte er 1927 eine Dichtung über Des kleinen Volkes Hochzeit auf der Eilenburg. Er befasste sich tiefgründig mit der Eilenburger Geschichte und gab 1930 gemeinsam mit dem Thüringer Heimatschriftsteller Otto Cimutta die im Jahr 869 beginnende Chronik der Stadt Eilenburg in Broschürenform heraus.
In den ersten Jahren der Naziherrschaft arbeitete Albrecht Giersch als Hauptschriftleiter bei der Tageszeitung Eilenburger Neueste Nachrichten. Zu seinen Aufgabengebieten gehörten die Rubriken Politik und die Kultur. Später befasste er sich auch mit religiösen Themen. Zwei dieser Werke standen 1947 in der sowjetischen Besatzungszone in der Liste der auszusondernden Literatur.

## Werke
- Des kleinen Volkes Hochzeitsfest, Eilenburg: C. W. Offenhauer, 1927
- Chronik der Stadt Eilenburg. Magdeburg: Willmann, 1930
- Die Versöhnung des völkischen und christlichen Glaubens. Eilenburg: Selbstverlag, 1934
- Die Grundlagen der Relischen Bewegung im Kampf für eine religiöse Erneuerung. Eilenburg: Selbstverlag, 1934
- Mann, werde fromm! Eilenburg: Selbstverlag, 1934